# 闇武者
『闇武者』（やみむしゃ）は、2004年1月25日にGPミュージアムソフトより発売された日本のオリジナルビデオ。OZAWA監督作品。

## ストーリー
阿弥陀寺の琵琶法師芳一はその琵琶の音で壇之浦の平家の怨霊を呼び起こしてしまい、阿弥陀寺の和尚により体中に呪文を書き込まれるが、耳だけ呪文を書き忘れられたため平家の怨霊に耳を持って行かれてしまう。
そして、この世であってこの世でない冥府魔道の世界で、芳一は自身の煩悩が姿を変えたものとされる、実在、虚構、歴史の前後を問わない歴史上の武人たちと戦いを繰り広げる。
その道中で武蔵坊弁慶と戦っていた牛若丸（女性）を救い、旅路を共にする。現実においては和尚の、冥府魔道の世界においては牛若丸の助けを得て冥府魔道の主を倒した芳一は、冥府魔道に彷徨う者たちを救う闇武者となるのだった。

## キャスト
- 耳なし芳一：塩谷智司
- 牛若丸（源九郎義経）：伊藤千夏
- 沖田総司：江原修
- 子連れ狼 頼一刀：森羅万象
- 小五郎：赤星満
- 佐々木小次郎：福田俊之
- 武蔵坊弁慶：大楽源太
- 尺八：捩子ぴじん
- 宮本武蔵：鈴木隆仁（鈴木隆二郎 名義）
- 二面嬢の影：佐倉萌
- ビリー・ザ・キッド：森本浩
- 冥府魔道の主：奥野敦士
- 和尚：麿赤兒

## スタッフ
- 監督：OZAWA
- 製作：中島仁
- プロデューサー：小野誠一、辻裕之
- 脚本：水上竜士、OZAWA
- 音楽：奥野敦士
- 撮影：田中一成
- 照明：古角荘介
- 美術：石毛朗
- 編集：D.E.B.U(MGP)
- 音響効果：丹雄二
- 助監督：山村淳史
- 衣裳：小里幸子
- メイク：岩本みちる
- 刺青：田中光司
- 特殊造形：原口智生
- アクション監督：谷垣健治
- 武術指導：岩本淳也
- CGIプロデューサー：坂美佐子
- CGIディレクター：太田垣香織
- 製作協力：Movie Gang Produciton
- 制作：GPミュージアムソフト
- 製作：GPミュージアム

## 新・闇武者 〜魔道封印〜
2010年7月16日にGPミュージアムソフトより発売。OZAWA監督作品。『闇武者』（2004年）の続編。

### キャスト
- 耳なし芳一：塩谷智司
- 阿修羅：街田しおん
- 白鬼：中村龍介
- 見越入道：加藤トモヒロ
- 少女：酒井瞳
- 黒鳥天狗：遊木康剛
- 羅生門：板垣克
- 朱雀門：内ヶ崎ツトム
- 阿修羅(男)：辻つん
- 牛頭馬頭(声)：小沢仁志

### スタッフ
- 脚本・監督：OZAWA
- 製作：山田浩貴
- 企画：MGP
- プロデューサー：木下陽介、南雅史、山村淳史
- アクション監督：谷垣健治
- 音楽：遠藤浩二
- 撮影：田中一成（J.S.C.）
- 照明：吉角荘介
- 美術：塩田仁
- 特殊造形：原口智生（中州プロ）
- 整音：小宮元
- 効果：渋谷圭介
- 編集・VFX：恒川岳彦
- 助監督：佃謙介
- 衣裳：宮田弘子
- メイク：篠宮春美
- 特殊メイク：山田陽
- 制作：MGP
- 製作：GPミュージアムソフト